# 长虹-1
长虹-1（军内代号无侦-5，英文代号DR-5）是由北京航空航天大学杨为民教授作为总设计师，带领千余名师生仿照击落的美国BQM-34火蜂无人侦察机研制的高空多用途无人驾驶飞机，可用于军事侦察、高空摄影、靶机或地质勘测、大气采样等科学研究。该机于1969年开始研制，1972年11月28日首飞。
长虹-1采用大展弦比后掠中单翼，主要机体结构为铝合金。机翼上各有一片翼刀，有副翼。采用1台涡喷-11小型涡轮喷气发动机。机身部分由前到后为雷达舱、照相舱、油箱、发动机短舱、航空电子舱和伞舱。